# Philip Wylie
Pour les articles homonymes, voir Wylie.

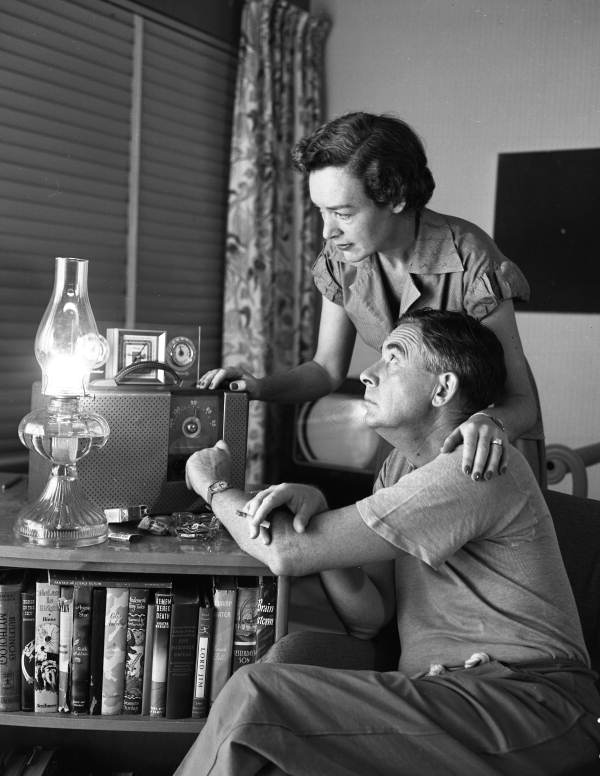
Philip et Frederica Wylie en 1950.

Philip Wylie, né le 12 mai 1902 à Beverly, dans le Massachusetts, et mort le 25 octobre 1971 à Miami, en Floride, est un écrivain américain de roman policier et de science-fiction.

## Biographie
Il fait des études supérieures à l'université de Princeton de 1920 à 1923.
Il publie dès le milieu des années 1920 des nouvelles de science-fiction et des récits policiers, mêlant parfois les deux genres. Pendant l'entre-deux-guerres, il reprend souvent le thème de la catastrophe apocalyptique dans ses récits d'anticipation, alors qu'il crée à la même époque le détective Willis Perkins pour une série de courtes nouvelles policières assez légères et, en 1939, les pêcheurs en haute mer Crunch et Des. Le duo sera en vedette dans une série télévisée en 1955, avec Forrest Tucker dans le rôle de Crunch et Sandy Kenyon dans celui de Des.
À partir de 1932, il fait une courte carrière comme scénariste à Hollywood, travaillant notamment l'adaptation de L'Île du docteur Moreau, film réalisé par Erle C. Kenton, d'après le roman éponyme de H. G. Wells. Plusieurs de ses nouvelles et romans ont également servi de base à des films et des émissions de télévision. En 1971, il signe le scénario original de l'épisode d'anticipation Los Angeles 2017 (L.A.2017), réalisé par Steven Spielberg pour la série télévisée Les Règles du jeu (The Name of the Game) (saison 3, épisode 16).
Il meurt d'une crise cardiaque à Miami en 1971.

## Œuvre

### Romans
- Heavy Laden (1928)
- Babes and Sucklings (1929)
- Gladiator (1930)
- The Murderer Invisible (1931)
- Footprint of Cinderella (1931)
- The Savage Gentleman (1932)
- When Worlds Collide (1933), en collaboration avec Edwin Balmer Publié en français sous le titre Le Choc des mondes, Paris, Hachette, collection « Le Rayon fantastique » no 8, 1952
- After Worlds Collide (1934), en collaboration avec Edwin Balmer Publié en français sous le titre Après le Choc des mondes, Paris, Hachette, collection « Le Rayon fantastique » no 19, 1954
- The Golden Hoard (1934)
- Finnley Wren (1934)
- Too Much of Everything (1936)
- An April Afternoon (1938)
- The Other Horseman (1942)
- Night Unto Night (1944)
- Opus 21 (1949)
- The Disappearance (1951)
- The Smuggled Atom Bomb (1951)
- Three to be Read (1951)
- Tomorrow! (1954)
- The Answer (1955)
- The Innocent Ambassadors (1957)
- They Both Were Naked (1963)
- Triumph (1963)
- The Spy Who Spoke Porpoise (1969)
- The End of the Dream (1972) Publié en français sous le titre La Fin du rêve, Paris, Éditions Opta, collection « Anti-Mondes » no 25, 1976 ; réédition, Paris, Le Livre de poche no 7059, 1980 ; réédition dans le volume Catastrophes, Paris, Éditions Omnibus, 2005

### Recueil de nouvelles
- Tales of Tomorrow (1946)
- Crunch & Des: Classic Stories of Saltwater Fishing (1990), anthologie posthume éditée par Karen Wylie Pryor, fille de Philip Wylie
- Ten Thousand Blunt Instruments and Other Mysteries (2010), anthologie posthume

### Nouvelles isolées

#### SérieWillis Perkins
- Perkins Takes the Case ou Perkins’ Second “First Case” (1931) Publié en français sous le titre La Seconde « Première Enquête » de Perkins, Paris, Opta, Mystère magazine no 36, janvier 1951
- Perkins Finds 3,400,000 Dollars ou The Hole (1931) Publié en français sous le titre Le Flair de Perkins, Paris, Opta, Mystère magazine no 44, septembre 1951 ; réédition, Paris, Opta, L'Anthologie du mystère no 7, septembre 1965 ; réédition dans Sacrés Privés, Pocket no 3702, 1991
- Perkins’ “First Case” (1945) Publié en français sous le titre La « Première Enquête » de Perkins, Paris, Opta, Mystère magazine no 26, mars 1950 ; réédition, Paris, Opta, L'Anthologie du mystère no 7, septembre 1965 ; réédition dans Sacrés Privés, Pocket no 3702, 1991

#### SérieCrunch and Des
- Widow Voyage (1939)
- Hooky Line and Sinker (1939)
- The Old Crawdad (1939)
- The Big Ones Get Away (1939)
- Blowing East (1939)
- There He Blows! (1939)
- The Visiting Fire-Eater (1939)
- Crunch Goes Haywire (1940)
- Fresh-Water Mermaid (1940)
- Light Tackle (1940)
- The Missing Mariners (1940)
- Hull Down (1941)
- Fire on the Beach (1941)
- The Expert (1941)
- Fish Bites Man (1941)
- Crunch and Golden Lure (1942)
- Shake-Up Cruise (1942)
- Three-Time Winner (1942)
- Crunch Catches a Megrim (1943)
- Key Jinx (1948)
- Sporting Blood (1948)
- Christmas Dinner (1950)
- The Man Who Loved a Joke (1951)

#### Autres nouvelles
- Seeing New York by Kiddie Car (1926)
- Pearls (1929) Publié en français sous le titre Perles, Paris, Fayard, Le Saint détective magazine no 154, décembre 1967
- Darkness (1930)
- The Rest Must Perish (1931)
- Twenty Cigarettes (1931)
- Thy Neighbor's Wike (1931)
- Never Question Youth (1931)
- Interference (1931)
- Then He Met Lucy (1931)
- Henry's Emotional Outlet (1932)
- An International Episode (1932)
- The Pink Chemise (1932)
- Perfect Cast and Setting (1932)
- The Easy Miracle (1932)
- The Flying Coed (1932)
- Make Way for Marcia (1932)
- A Resourceful Lady (1934)
- Don't Send Flowers (1934)
- Death Flies East (1934)
- The Ignominious Picnic (1934)
- What, No Harem? (1934)
- I Found the Bodies (1934)
- Re-Employment Engineer (1934)
- Murder at Galleon Key (1935) Publié en français sous le titre J'ai la police à mes trousses, Paris, Fayard, Le Saint détective magazine no 11, janvier 1956
- Not Easy To Kill (1935) Publié en français sous le titre Une mort difficile, Paris, Opta, L'Anthologie du mystère no 11, 1968
- Experiment in Barter (1935)
- No Easy to Kill ou The Trial of Mark Adams (1935)
- Death on the 8.06 (1935)
- The Paradise Canyon Mystery (1936) Publié en français sous le titre Le Canyon du paradis, Paris, Opta, L'Anthologie du mystère no 16, 1973
- Invitation To Murder ou Murderers Welcome (1936) Publié en français sous le titre Invitation au meurtre, Paris, Opta, L'Anthologie du mystère no 18, 1974
- The Girl Who Really Got Kissed (1936)
- Second Honeymoon (1936)
- The Blizzard Murder Case ou Puzzle in Snow (1937)
- Smoke Across the Moon (1937)
- Home from the Hills (1937)
- Danger Mansion (1937)
- James McVane, M.D. (1937)
- Profile of a Prodigal (1938)
- Neither Strong Nor Silent (1938)
- Death Takes a Reno Holiday (1938)
- It Could'nt Be Murder (1939) Publié en français sous le titre Faut-il boucler la petite ?, Paris, Fayard, Le Saint détective magazine no 3, mai 1955
- Salt-Water Daffy (1940)
- The Hex on Mr. Hicks (1940)
- Spare the Rod (1940)
- Fifty-Four, Forty and Fight (1940)
- You Can't Beat Beauty (1941)
- Black Water (1941)
- Trouble Waters (1941)
- At Nineteen You're Nothing (1941)
- The Way of All Fish (1941)
- Bimini Haul (1941)
- A Day Off for Desperate (1941)
- Girl Comes Home (1942)
- She Wanted To Be a Hero (1942)
- a Sales Talk from Sari (1942)
- One-Legged Gull (1943)
- The Man Who Had Been Around (1943)
- Judy Adjudicates (1943)
- The Murder at Recluse House (1943)
- Trophy (1943)
- The Snarling Santa Claus (1943)
- Stab in the Back (1943)
- The Band Played a Fine Tune (1943)
- War Paint for the Poseidon (1944)
- Ten Thousand Blunt Instruments (1944)
- The Battle of Florida (1944), en collaboration avec Laurence Schwab
- The Shipwreck of Crunch And Des (1944)
- A Diet of Fish (1944)
- Beauty and the Poor Fish (1944)
- Strike Three (1944)
- Everybody's Got Phobias (1944)
- Mr. Pike and the Tin Fish (1944)
- Man Wanted (1944)
- Off Tackle (1945)
- Bait for McGillicudy (1945)
- Fresh Water Nightmare (1945)
- Infidelity (1945)
- Too Much Fish for Rugmund (1945)
- Sea Monster (1945)
- Deliverance or Doom (1945)
- No Bitter Wind (1945)
- The Paradise Crater (1945)
- Winter Vacation (1946)
- Special Delivery (1946)
- Time Short, But (1946)
- Quadruple Threat (1946)
- Eve and the Sea Serpent (1946)
- Doc Cutney's Bonefish Marathon (1947)
- Fair-Caught (1947)
- By Hoof or Crook (1947)
- Sharks Make Good Models (1948)
- Experiment in Crime (1949)
- The Sixth Sense (1949)
- Smugglers' Cover (1950)
- An Epistle to the Thessalonians (1950)
- The Smuggled Atom Bomb (1951)
- Philadelphia Phase (1951)
- Dead Man in the Water (1952)
- The Bad Luck Kid (1952)
- Plane Down, Hurricane Area! (1952)
- Danger at Coral Key (1953)
- The Affair of the Ardent Amazon (1954)
- The Answer (1955)
- Treasure at Tandem Key (1956)
- East Into Danger (1957)
- Jungle Journey ou A Question of Survival (1958)
- The Girl on Bongo Key (1959)

## Filmographie

### Au cinéma
- 1933 : L'Île du docteur Moreau, film américain réalisé par Erle C. Kenton, d'après le roman éponyme de H. G. Wells, avec Charles Laughton, Richard Arlen et Bela Lugosi
- 1933 : Murders in the Zoo, film américain réalisé par A. Edward Sutherland, avec Charles Ruggles
- 1933 : Kaspa, fils de la brousse (King of the Jungle), film américain réalisé par H. Bruce Humberstone, avec Buster Crabbe
- 1946 : Cinderella Jones de Busby Berkeley
- 1949 : Night Unto Night de Don Siegel

### À la télévision
- 1971 : Los Angeles 2017 (L.A.2017), épisode 16, saison 3, réalisé par Steven Spielberg pour la série télévisée Les Règles du jeu (The Name of the Game)